# Afroholopogon
Afroholopogon is een vliegengeslacht uit de familie van de roofvliegen (Asilidae).

## Soorten
- A. africanus (Ricardo, 1925)
- A. anassa Londt, 2005
- A. argos Londt, 2005
- A. aspros Londt, 2005
- A. capensis (Lindner, 1961)
- A. chirundu Londt, 2005
- A. dasys Londt, 2005
- A. fugax (Loew, 1858)
- A. mauros Londt, 2005
- A. meilloni (Oldroyd, 1974)
- A. melas Londt, 2005
- A. pardosoros Londt, 2005
- A. peregrinus (Engel, 1929)
- A. tanystylos Londt, 2005
- A. uranopia Londt, 2005
- A. vumba (Oldroyd, 1974)
- A. waltlii (Meigen, 1838)
- A. xeros Londt, 2005